# 290
Cette page concerne l'année 290  du calendrier julien. Pour l'année 290 av. J.-C., voir 290 av. J.-C. Pour le nombre 290, voir 290 (nombre).
L'année 290 est une année commune qui commence un mercredi.

## Événements
- 17 mai : mort de Sima Yan ; son fils Sima Zhong, faible d'esprit, devient empereur de Chine, sous l’influence de son épouse l'impératrice Jia Nanfeng[1].
- Hiver 290-291 : les empereurs romains Dioclétien et Maximien se rencontrent à Milan pour faire le point de leurs cinq années de gouvernement[2].

## Naissances en 290
- Nintoku, empereur du Japon, selon la tradition.
- Catherine d'Alexandrie (date approximative).

## Décès en 290
- 17 mai : Sima Yan, empereur de Chine sous le nom de règne de Wudi, fondateur de la dynastie Jin.